# 카지우라 유키
가지우라 유키(梶浦由記, 1965년 8월 6일 - )는 일본의 작곡가이자 음악 프로듀서이다. 애니메이션과 게임을 중심으로, CM, 영화 등의 분야에서도 활동하고 있다.

## 프로필

### 개요
- 초·중학생 때에는 아버지의 일 때문에 독일에 거주했다.
- 고등학교때 일본으로 돌아와 도쿄도립 쿠니타치 고등학교를 졸업.
- 츠다쥬쿠대학 문학부 영어학과를 졸업.
- 대학졸업 후 NTT에 입사, 시스템 엔지니어로 종사 이 후 휴대전화는 도코모 회사만 사용하고 있다.[1]
- 고등학교때 아마츄어걸즈밴드「15 SAND(이치고샌드)」의 키보드로 활동.
- 직장을 다니면서 See-Saw로 밴드활동을 하던 중 둘 중 하나를 골라야 하는 상황에 놓이게 되어 지금의 매니저에게 스카우트되어 작곡가의 길을 걷게 된다.

### 경력
- 1993년

7월 BMG 하우스 (現 BMG JAPAN)에서『See-Saw』로 데뷔.
- 1995년

2월 작사, 작곡을 중심으로 솔로 활동을 개시.
- 2001년

가을 Victor Entertainment (現 JVC Entertainment)으로 이적 후, See-Saw로서의 활동을 재개.
- 2003년

5월 솔로 프로젝트『FictionJunction』을 개시.
8월 첫 솔로 앨범 일본판「Fiction」을 릴리즈(US판은 같은 해 7월 발매).
- 2008년

1월 솔로 프로젝트 제2탄으로 유동형 유닛『Kalafina』를 SME Records에서 프로듀스.
- 2009년

4월 FictionJunction에 참가한 5인 전부의 보컬을 집약하여 같은 명의로 통일 · 변경(FictionJunction『보컬이름』이었던 구성에서 보컬이름을 폐지).
- 2018년

2월 21일 20년이상 몸담던 소속사 스페이스 크래프트 프로듀스의 퇴소 및 독립을 발표
5월 31일 기존팬클럽 FictionJunction Club이 운영종료.
6월 개인사무소 FictionJunction Music을 설립
7월 22일 신팬클럽 FictionJunction Station의 설립을 발표. 10월 1일 정식 오픈 예정.

### 에피소드
- 매니저에게 제안이 들어왔을 때 마지막까지 직장과 음악의 사이에서 고민했다.
- 데뷔가 정해진 후 어머님은 울고 친구에게는 꿈을 쫓는 것도 적당히 하라고 들었다.
- 아버지가 오페라를 좋아하셔서 독일에 거주할 때 자주 노래를 불렀다고 한다.
- 초등학교에 입학할 때 아버님이 자신의 노래를 반주해줄 연주자가 필요해 반강제로 피아노학원으로 데려갔다고 한다, 처음에는 싫었지만 아름다운 멜로디라고 느껴 자신도 점점 좋아지게 되었다.
- 자신의 음악은 대부분 아버지의 영향을 받았다.
- 영화 '동경형제'의 Sound Track을 만든 것을 계기로 좀 더 영상에 관련된 일을 하고 싶다고 생각하게 되었다.
- 팬들의 사이에서 불리고 있는 정체불명의 '카지우라어(梶浦語)'는 곡에 어울리게 만든 단순한 조어(造語)로 아무런 의미가 없다고 한다.
- 평소에 자신이 만든 곡의 테마를 확실히 말하는 것을 좋아하지 않지만 Kalafina의「光の旋律」는 테마가 희망이라고 블로그에 표현.
- 비즈로 귀걸이나 머리핀 등을 만들고 있다고 한다.
- 비틀즈의 열렬한 팬으로 3년간 비틀즈의 노래만 들은 적도 있다고 한다.[3]
- 학원선생님 알바를 한적이 있다. 실력이 좋아서 학원에서 남아달라고 부탁했을 정도라고.[4]
- 매니저가 이토우 에리의 무대를 보고 와서 카지우라 유키에게 목소리가 엄청 예쁜사람이 있다며 소개해서 츠바사 크로니클의 삽입곡을 맡게 된 게 인연이 되었다.[5]

## 활동

### 솔로 프로젝트
- FictionJunction YUUKA

관련작품은 FictionJunction YUUKA 위키를 참고
- FictionJunction

관련작품은 FictionJunction 위키를 참고

### 개인명의 CD
- Fiction (US-2003/07/01, JP-2003/08/06)

US판이 먼저 발매되고 후에 3곡(red rose, lullaby, echo)이 더 추가된 일본판이 발매.
카지우라 유키가 직접 작사, 작곡, 편곡한 애니메이션 삽입곡들을 재편곡하여 직접 노래를 부르진 않고 다른 보컬들이 노래를 부르는 방식.
- The Works for Soundtrack (2010/12/08)

입수하기 곤란한 음원과 지금까지 CD화 하지 않았던 카지우라 유키 작곡, 편곡의 3CD의 사운트트랙 모음집.
- Fiction Ⅱ (2011/03/30)

8년만에 발매된 솔로앨범 2탄으로 4곡의 신곡, 4곡의 재레코딩, 1곡의 미공개곡을 포함하여 총 14개곡으로 구성.
새로운 보컬과 새로운 코러스(FictionJunction멤버)가 참가.

## 작품

### Sound Track

#### TV 애니메이션
- 1997년 EAT-MAN
- 2001년 NOIR
- 2002년 아쿠에이리언 에이지
- 2002년 .hack//SIGN
- 2004년 MADLAX
- 2004년 舞-HiME
- 2005년 츠바사 크로니클
- 2005년 舞-乙HiME
- 2005년 EREMENTAR GERAD
- 2007년 EL CAZADOR DE LA BRUJA
- 2009년 판도라 하츠
- 2011년 마법소녀 마도카☆마기카
- 2011년 Fate/Zero
- 2012년 Fate/Zero
- 2012년 소드 아트 온라인
- 2013년 공의 경계
- 2013년 소드 아트 온라인 Extra Edtion
- 2014년 소드 아트 온라인Ⅱ
- 2016년 나만이 없는 거리

#### 극장판 애니메이션
- 1996년 新きまぐれオレンジ☆ロード capricious orange road そして、あの夏のはじまり
- 2005년 츠바사 크로니클 새장나라의 공주양
- 2006년 북두의 권 라오우전 순애의 장
- 2007년~2009년 공의 경계 1~7장
- 2011년 3월 2일 공의 경계 종장[6]
- 2012년 10월 6일 극장판 마법소녀 마도카☆마기카 [전편] 시작의 이야기
- 2012년 10월 13일 극장판 마법소녀 마도카☆마기카 [후편] 영원의 이야기
- 2013년 7월 13일 공의 경계 부감풍경 3D
- 2013년 9월 28일 공의경계 미래복음
- 2013년 10월 26일 극장판 마법소녀 마도카☆마기카 [신편] 반역의 이야기

#### OVA 애니메이션
- 2002년 .hack//Liminality
- 2004년 코제트의 초상
- 2006년 舞-乙HiME Zwei
- 2007년 츠바사 TOKYO REVELATIONS
- 2009년 츠바사 춘뢰기

#### TV방송
- 2004~2008년 경제나침판
- 2007년 세계 사토야마 기행
- 2009년 역사 비화 스토리
- 2010년 15세의 지원병
- 2011년 역사 비화 스토리
- 2011년 체감! GREAT NATURE
- 2014년 하나코와 앤

#### 영화
- 1995년 동경형제
- 1995년 Ruby Fruit
- 1999년 RAINBOW
- 2000년 ブギーポップは笑わない Boogiepop and Others
- 2000년 月
- 2008년 아킬레스와 거북이

#### 게임
- 1998년 Double Cast
- 1999년 めぐり愛して
- 2000년 BLOOD the Last Vampire
- 2004년 제노사가II［善悪の彼岸］ゼノサーガ エピソードII (PS2)
- 2006년 제노사가III［ツァラトゥストラはかく語りき］|ゼノサーガ エピソードIII (PS2)

etc. 제노사가 エピソードII to III a missing yearXenosaga EPISODE II to III a Missing Year 기간 한정 Flash 영상
- 2010년 .hack//Link Disc 7, 16, 19 트랙

#### 기타
- 2004년 ビロードうさぎ

### 테마&삽입곡

#### TV 애니메이션
()는 노래를 부른 사람, 별도로 기재되어 있는 것 외에는 전부 카지우라 작사, 작곡, 편곡
- 1995년 恐竜冒険記ジュラトリッパー

엔딩 테마「Sunday Island」(코우다 마리코)
- 2002년 .hack//SIGN

오프닝 테마「Obsession」(See-Saw)
엔딩 테마「優しい夜明け」(See-Saw)
- 2003년 기동전사 건담 SEED

엔딩 테마「あんなに一緒だったのに」(See-Saw) ※ 작곡, 편곡
엔딩 테마&삽입곡「暁の車」(FictionJunction YUUKA)
삽입곡「水の証」(다나카 리에)
캐릭터송「Shoot」(세키 토모카즈)
- 2004년 MADLAX

오프닝 테마「瞳の欠片」(FictionJunction YUUKA)
엔딩 테마「inside your heart」(FictionJunction YUUKA)
삽입곡「nowhere」(FictionJunction YUUKA)
삽입곡「I'm here」(FictionJunction YUUKA)
- 2004년 코제트의 초상

엔딩 테마「宝石」(이노우에 마리나)
삽입곡「Ballad」(이노우에 마리나)
- 2004년 기동전사 건담 SEED DESTINY

엔딩 테마「Life Goes On」(아리사카 미카) ※ 작곡, 공동편곡
엔딩 테마「君は僕に似ている) (See-Saw) ※작곡, 편곡
삽입곡「焔の扉」(FictionJunction YUUKA)
삽입곡「Fields of hope」(타나카 리에)
삽입곡「深海の孤独」(쿠와시마 호우코)
삽입곡「Quiet Night c.e.73」(타나카 리에) ※ 작곡, 편곡
- 2005년 츠바사 크로니클

삽입곡「tsubasa」(FictionJunction KAORI)
삽입곡「風の街へ」(FictionJunction KEIKO)
삽입곡「ユメノツバサ」(마키노 유이)
삽입곡「you are my love」(마키노 유이)
삽입곡「dream scape」(FictionJunction KAORI)
삽입곡「aikoi」(FictionJunction YUUKA)
삽입곡「つきのしじま」(마키노 유이)
- 2005년 LOVELESS

오프닝 테마「月の呪縛 (カース)」(오키나 레이카) ※ 작사, 작곡, 코러스
엔딩 테마「みちゆき」(히키타 카오리) ※ 작사, 작곡, 코러스
- 2005년 EREMENTAR GERAD

삽입곡「everlasting song」(FictionJunction ASUKA)
- 2005년 풀 메탈 패닉 the Second Raid

엔딩 테마 もう一度君に會いたい (시모카와 미쿠니) ※ 편곡
- 2006년 .hack//Roots

오프닝 테마「Silly-Go-Round」(FictionJunction YUUKA)
- 2006년 소년음양사

오프닝 테마「笑顔の訳」(히키타 카오리) ※ 작곡, 코러스
- 2006년 막말기관설

오프닝 테마「荒野流転」(FictionJunction YUUKA)
- 2007년 EL CAZADOR DE LA BRUJA

오프닝 테마「光の行方」(savage genius) ※ 편곡
엔딩 테마「romanesque」(FictionJunction YUUKA)
- 2007년 바카노!

엔딩 테마「Calling」(오다 카오리)
- 2008년 아마츠키

엔딩 테마「名まえのない道」(히키타 카오리) ※ 작곡, 코러스
- 2009년 흑집사

엔딩 테마「Lacrimosa」(Kalafina)
- 2009년 판도라 하츠

오프닝 테마「Parallel Hearts」(FictionJunction)
삽입곡「Everytime you kissed me」(Emily Bindiger)
- 2010년 하늘의 소리

오프닝 테마「光の旋律」(Kalafina)
- 2010년 오오카미카쿠시

오프닝 테마「時の向こう 幻の空」(FictionJunction)
- 2010년 흑집사2

삽입곡「輝く空の静寂には」(Kalafina)
- 2011년 마법소녀 마도카☆마기카

엔딩 테마「Magia」(Kalafina)
- 2011년 세이크리드 세븐

오프닝 테마「stone cold」(FictionJunction)
- 2012년 Fate/Zero

오프닝 테마「to the beginning」(Kalafina)
엔딩 테마「空は高く風は歌う」(하루나 루나) ※작곡, 작사
- 2012년 「기동전사건담SEED HD 리마스터」

엔딩 테마「Distance」(FictionJunction)
- 2014년「알드노아 제로」

오프닝 테마「heavenly blue」(Kalafina)
- 2014년「Fate/stay night [Unlimited Blade Works]」

엔딩 테마「believe」(Kalafina)
- 2015년「Fate/stay night [Unlimited Blade Works]」

엔딩 테마「ring your bell」(Kalafina)
- 2015년「아스란 전기」

엔딩 테마「One Light」(Kalafina)

#### OVA 애니메이션
- 2002년 .hack//Liminality

오프닝 테마 제1화「edge」(See-Saw)
오프닝 테마 제2화「千夜一夜」(See-Saw)
오프닝 테마 제3화「君がいた物語」(See-Saw)
오프닝 테마 제4화「記憶」(See-Saw)
엔딩 테마「黄昏の海」(See-Saw)
- 2007년 舞-乙HiME Zwei

제2권 주제가「storm」(코시미즈 아미)
제3권 주제가「笑顔の色は虹の色」(유카나) ※ 작곡만 담당
- 2007년 츠바사 TOKYO REVELATIONS

오프닝 테마「synchronicity」(마키노 유이)
- 2009년 츠바사 춘뢰기

엔딩 테마「記憶の森」(FictionJunction)

#### 극장판 애니메이션
- 2007년 공의 경계 1장 부감풍경

엔딩 테마「oblivious」(Kalafina)
- 2007년 공의 경계 2장 살인고찰(전)

엔딩 테마「君が光に変えて行く」(Kalafina)
- 2008년 공의 경계 3장 통각잔류

엔딩 테마「傷跡」(Kalafina)
- 2008년 공의 경계 4장 가람의 동

엔딩 테마「ARIA」(Kalafina)
- 2008년 공의 경계 5장 모순나선

엔딩 테마「sprinter」(Kalafina)
- 2008년 공의 경계 6장 망각녹음

엔딩 테마「fairytale」(Kalafina)
- 2009년 공의 경계 7장 살인고찰(후)

엔딩 테마「seventh heaven」(Kalafina)
- 2010년 이브의 시간

주제곡「I have a dream」(Kalafina)
- 2011년 공의 경계 종장 공의 경계

엔딩 테마「snow falling」(Kalafina)
- 2012년 극장판 마법소녀 마도카☆마기카 전편 시작의 이야기

삽입곡 「未来」(Kalafina)
- 2012년 극장판 마법소녀 마도카☆마기카 후편 영원의 이야기

주제곡「ひかりふる」(Kalafina)
- 2013년 공의경계 미래복음

엔딩테마「アレルヤ」(Kalafina)
삽입곡「Dolce」(Kalafina)
- 2013년 극장판 마법소녀 마도카☆마기카 신편 반역의 이야기

주제곡「君の銀の庭」(Kalafina)
삽입곡「misterioso」(Kalafina)

#### TV 방송
- 2009년 역사 비화 스토리

오프닝 테마「storia」(Kalafina)
- 2011년 역사 비화 스토리

오프닝 테마「symphonia」(Kalafina)
- 2013년 역사 비화 스토리

엔딩 테마「夢の大地」(Kalafina)
- 2015년 역사 비화 스토리

엔딩 테마「far on the water」(Kalafina)

### 프로듀스
- 千葉紗子(치바 사에코)

1번째 싱글「恋の奇跡」(1999년 2월 27일)
5번째 싱글「ひかり」(2003년 1월 22일)
1번째 앨범「melody」(2003년 3월 26일)
6번째 싱글「アイスクリイム」(2003년 5월 21일)
7번째 싱글「Winter Story」(2003년 11월 27일)
8번째 싱글「さよならソリティア」(2004년 1월 21일)
2번째 앨범「everything」(2004년 6월 23일)
- Kalafina

1번째 싱글「oblivious」(2008년 1월 23일)
데뷔 싱글「oblivious」가 오리콘위클리차트 첫등장 9위를 기록
카지우라 유키에게 있어선 건담 이외의 작품에서 첫 오리콘위클리 TOP10을 진입
2번째 싱글「sprinter/ARIA」(2008년 7월 30일)
오리콘 위클리 차트 첫 등장 10위를 기록
3번째 싱글「fairytale」(2008년 12월 24일)
오리콘 위클리 차트 첫 등장 9위를 기록
극장판 공의 경계의 주제가싱글 · 수록앨범이 오리콘 싱글 · 앨범차트에 전곡 TOP10에 진입
나머지 작품은 Kalafina 위키를 참고

### 악곡 제공
- 스즈키 쇼우코「Goodbye, my friend」작사 (1993년 11월 1일)
- 니시다 히카루「HAPPY EVER AFTER」작사 (1994년 8월 3일)
- 하야시바라 메구미「だ・い・き・ら・い」작곡, 편곡 (2004년 1월 7일)
- THE STRiPES「OPEN YOUR HEART〜天まで届け THE STRiPES Ver.」일부 작사, 작곡, 일부 편곡 (2004년 5월 8일)
- 히키타 카오리「natural」일부 작사, 작곡, 편곡 (2009년 2월 25일)

### 뮤지컬
- 1998년 サクラ大戦 -花咲く乙女-
- 1998년 Fine
- 1998년 FUNK-a-STEP
- 1999년 FUNK-a-STEP II
- 1999년 クリスマスジュリエッ
- 2000년 ハイスクールＲＥＶＯＬＵＴＩＯＮ
- 2000년 クリスマスジュリエット
- 2001년 流れ星のララバイ
- 2002년 Love's Labour's Lost/SET
- 2006년 ANGEL GATE～春の予感～

모든 뮤지컬은 南青山少女歌劇団극단공연

### Collaboration
- Revo & 카지우라 유키 Collaboration「Dream Port」(2008년 6월 18일)

### DVD
자세한 정보는 FictionJunction 위키를 참고

## 기타활동

### TV 출연
- MBS毎日放送 2003년 9월 1일 OL에서 사운드프로듀서까지 음악을 사랑한 몽인(夢人)…카지우라 유키
- NHK-BS2 2010년 1월 24일 아니메기가

### 라디오
- 카지우라 유키의 사운드스케치 (2003년 9월 1일~2006년 3월 31일)
- FM NACK 5 梶浦由記「FICTION」(2011년 3월 4일~2011년 3월 25일)[10]
- New Album「elemental」릴리즈기념 기간한정 WEB라디오 (2014년 1월 8일~)

### Yuki Kajiura LIVE
자세한 정보는 FictionJunction 위키를 참고

## 같이 보기
- 픽션정크션
- 픽션정크션 유우카
- Kalafina